# 46 هـ
46 هـ هي سنة في التقويم الهجري امتدت مقابلةً في التقويم الميلادي بين سنتي 666 و667.

## مواليد
- سعيد بن جبير
- عمرو بن دينار
- نصر بن سيار

## وفيات
- شهاب المخزومي